# Кенсіро Терадзі — Хеккі Бадлер
Бій Кенсіро Терадзі — Хеккі Бадлер (англ. Kenshiro Teraji vs Hekkie Budler) — професійний боксерський поєдинок між чемпіоном WBC та WBA Super у першій найлегшій вазі Кенсіро Терадзі та першим номером рейтингу WBC Хеккі Бадлером Бій відбувся 18 вересня 2023 року на Аріаке Арені у Токіо (Японія). Кенсіро Терадзі здобув перемогу технічним нокаутом в дев'ятому раунді.

## Передумови
Кенсіро Терадзі (21-1, 13 КО) завоював свій перший титул чемпіона світу, здолавши у травні 2018 року Ганігана Лопеса в поєдинку за пояс WBC у першій найлегшій вазі . Після цього японський боксер провів 8 успішних захистів свого титулу, допоки не поступився восени 2021 року технічним нокаутом Масамічі Ябукі. У матчі реванші, що відбувся в березні 2022 року, Терадзі здолав суперника нокаутом в третьому раунді і повернув всі свої титули. Далі японець провів об'єднавчий поєдинок проти свого співвітчизника Хірото Кіогучі, в якому завдяки технічному нокауту в сьомому раунді додав до своєї колекції поясів титул WBA Super. Востаннє Кенсіро виходив на професійний ринг 8 квітня 2023 року, коли здолав до цього непереможного американця Ентоні Оласкуагу.
Хеккі Бадлер (35-4, 11 КО) завоював титул чемпіона світу за версією WBA в мінімальній вазі в березні 2014 року, здобувши перемогу нокаутом в поєдинку проти Карлуїса Діаса. Далі південно-африканець провів 4 успішні захисти титулу, а в березні 2016 поступився Байрону Рохасу. Далі Бадлер перейшов у першу найлегшу вагову категорію. Спочатку він поступився розділеним рішенням Мілану Меліндо в бою за титул IBF, але потім все ж зміг завоювати пояси IBF і WBA Super. Після втрати цих поясів в поєдинку проти Хірото Кіогучі Хеккі Бадлер провів 3 поєдинки, зумівши здолати всіх трьох суперників.

## Час початку
Мейнкард розпочався 13:00 за київським часом, а головна подія — о 15:00.

## Транслятори
В Україні трансляція поєдинку пройшла на телевізійному каналі Megogo Гонг.

## Перебіг поєдинку
Хеккі Бадлер непогано провів стартовий раунд: постійно рухався рингом, наносив багато джебів і не пропускав потужних ударів.
У другому раунді Кенсіро підвищив темп бою. Чемпіон був точнішим, а його удари потужнішими. Японець зміг нанести сильний удар по корпусу та провести атаку небезпечним правим хуком.
У третьому раунді Терадзі продовжував атакувати суперника. Бадлер намагався відповідати ударами на удари, проте потроху втрачав ініціативу.
Далі між боксерами відбулось зіткнення головами. У японця утворилося розсічення біля лівого ока. Бадлер активно продовжував відповідати серіями ударів, непогано захищався корпусом.
У шостому раунді Терадзі доніс до цілі потужний правий хук, проте Бадлеру не знадобилося багато часу на відновлення. 
Восьмий раунд претендент провалив — Кенсіро багато пробивав по корпусу. Під час дев'ятої трихвилинки африканець не міг протидіяти супернику. Його затиснули до канатів та продовжували атакувати допоки рефері довгостроково не зупинив бій.